# Kanaal van de Neste

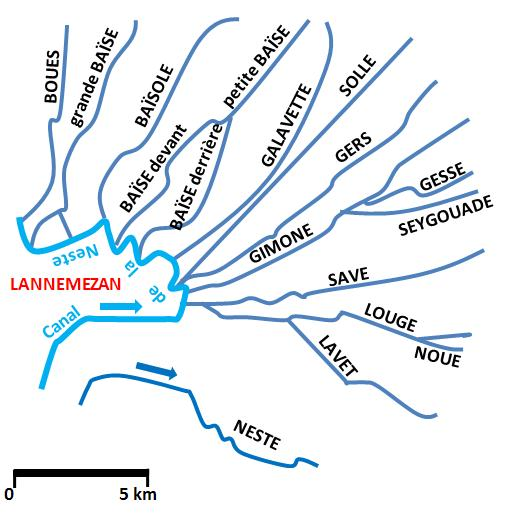
Waterkaart van het plateau van Lannemezan

Het kanaal van de Neste (Frans: Canal de la Neste) is een irrigatiekanaal op het plateau van Lannemezan in het departement Hautes-Pyrénées, regio Occitanie.

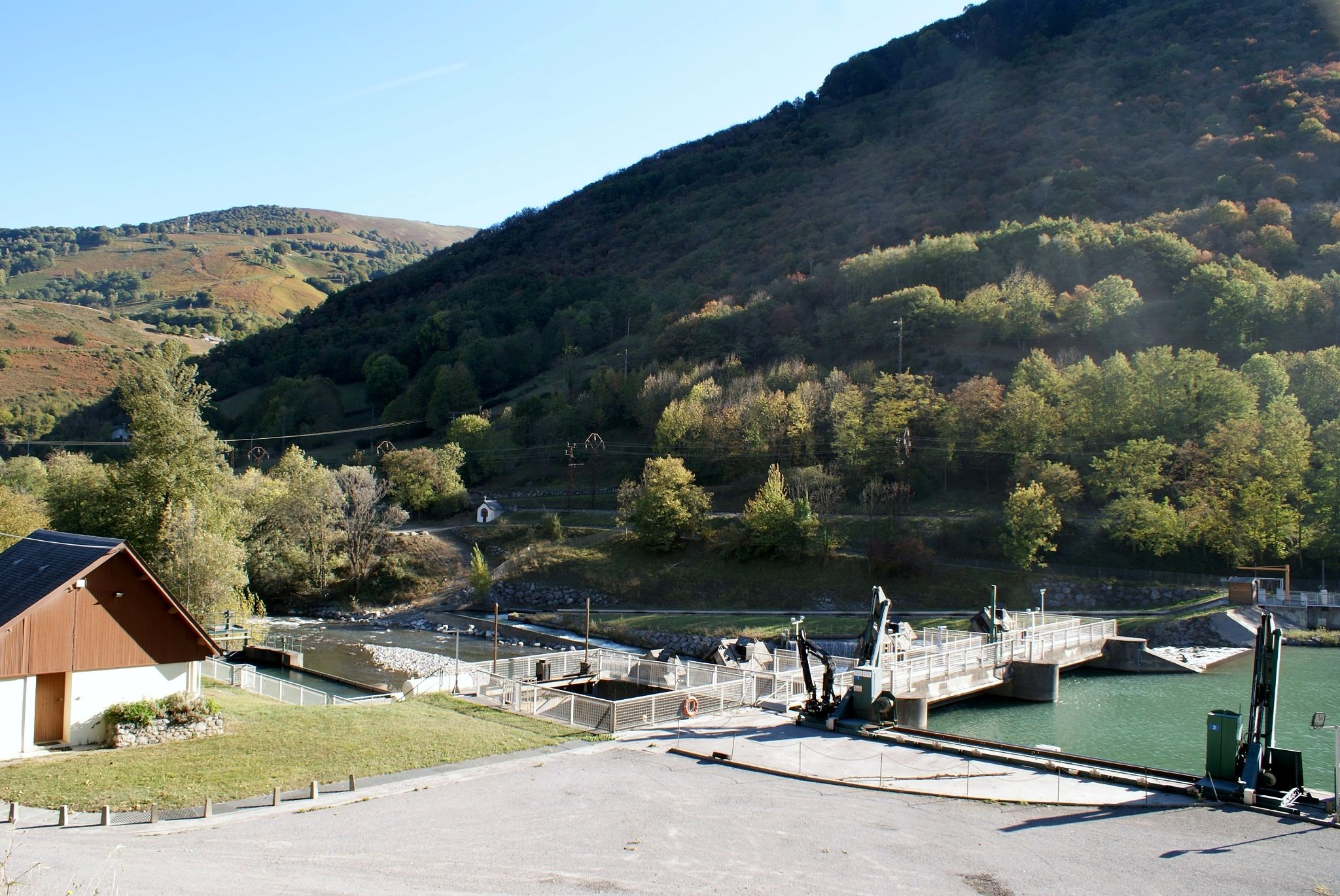
Afsplitsing van het kanaal van de Neste (links) uit de Garonne.

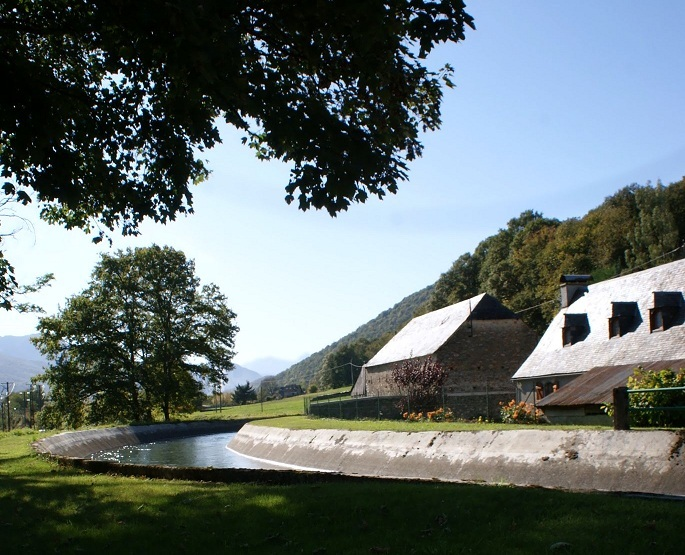
Het kanaal van de Neste bij Tachoueres.

## Het kanaal
Het kanaal van de Neste, gelegen op een gemiddelde hoogte van 553 meter, is tussen 1848 en 1862 gebouwd en in 1863 in gebruik genomen. Het heeft een capaciteit van 7m³/s en is bedoeld om gereguleerd 17 rivieren te voeden. Het kanaal van de Neste is genoemd naar het eerste stroompje dat voeding krijgt uit dit kanaal, de Neste. Het kanaal heeft een lengte van 28 km en ontspringt uit de Garonne onder het dorp Beyrède-Jumet nabij Sarrancolin. Daarna volgt het de weg D929 in noordelijke richting tot bij Lannemezan. In haar traject gaat het kanaal onder het dorp Hèches door. De capaciteit van het kanaal is in 1950 verdubeld naar 14 m³/s. Een serie stuwmeren zorgt in het voorjaar voor de opvang van smeltwater. Van deze meren is alleen het meer van Orédon (fr: Lac d'Orédon), dat tussen  1871 en 1879 werd gebouwd, niet verbonden met een krachtcentrale. De meren van Cap de Long, Caillauas, Aubert en Aumar zijn dat wel. Deze stuwmeren geven door het jaar het verzamelde water aan de Garonne af.

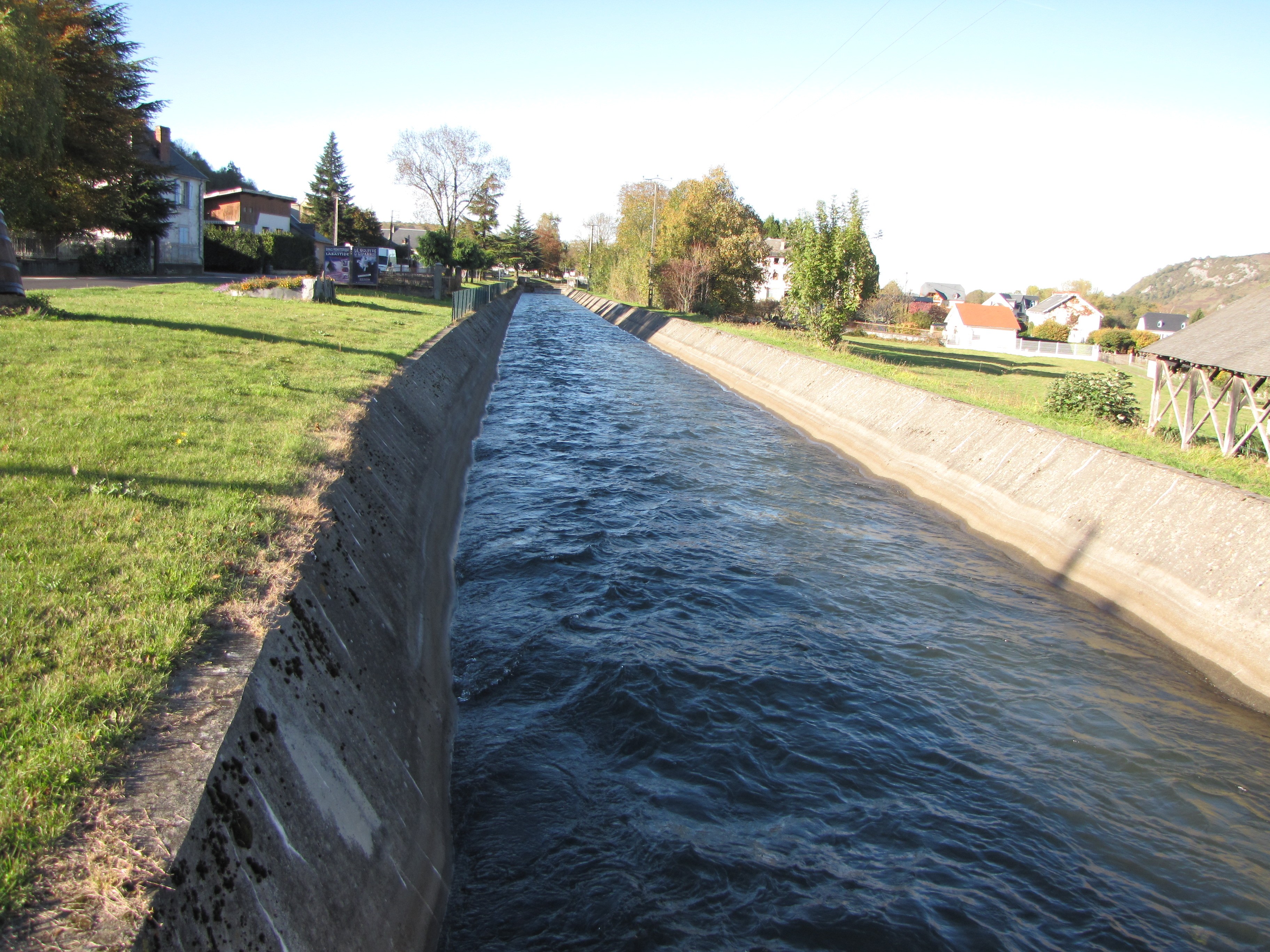
Het kanaal van de Neste bij Hèches

#### Plaatsen aan het kanaal
| - Sarrancolin - Hèches - Lortet | - La Barthe-de-Neste - Lannemezan |  |

#### Rivieren uit het kanaal
Uit het kanaal ontspringen negen rivieren, te weten de:
| - Neste - Save - Gimone | - Gers - Galavette - Petit Baïse | - Baïsole - Grande Baïse - Boues |  |

Zowel de Petit als de Grande Baïse ontspringen in twee stappen uit het kanaal van de Neste. De Galavette vloeit na 11,6 km in de Petit Baïse. 
Sommige rivieren splitsen tijdens hun loop. Zo komt de Gesse uit de Gimone. 

## Afbeeldingen

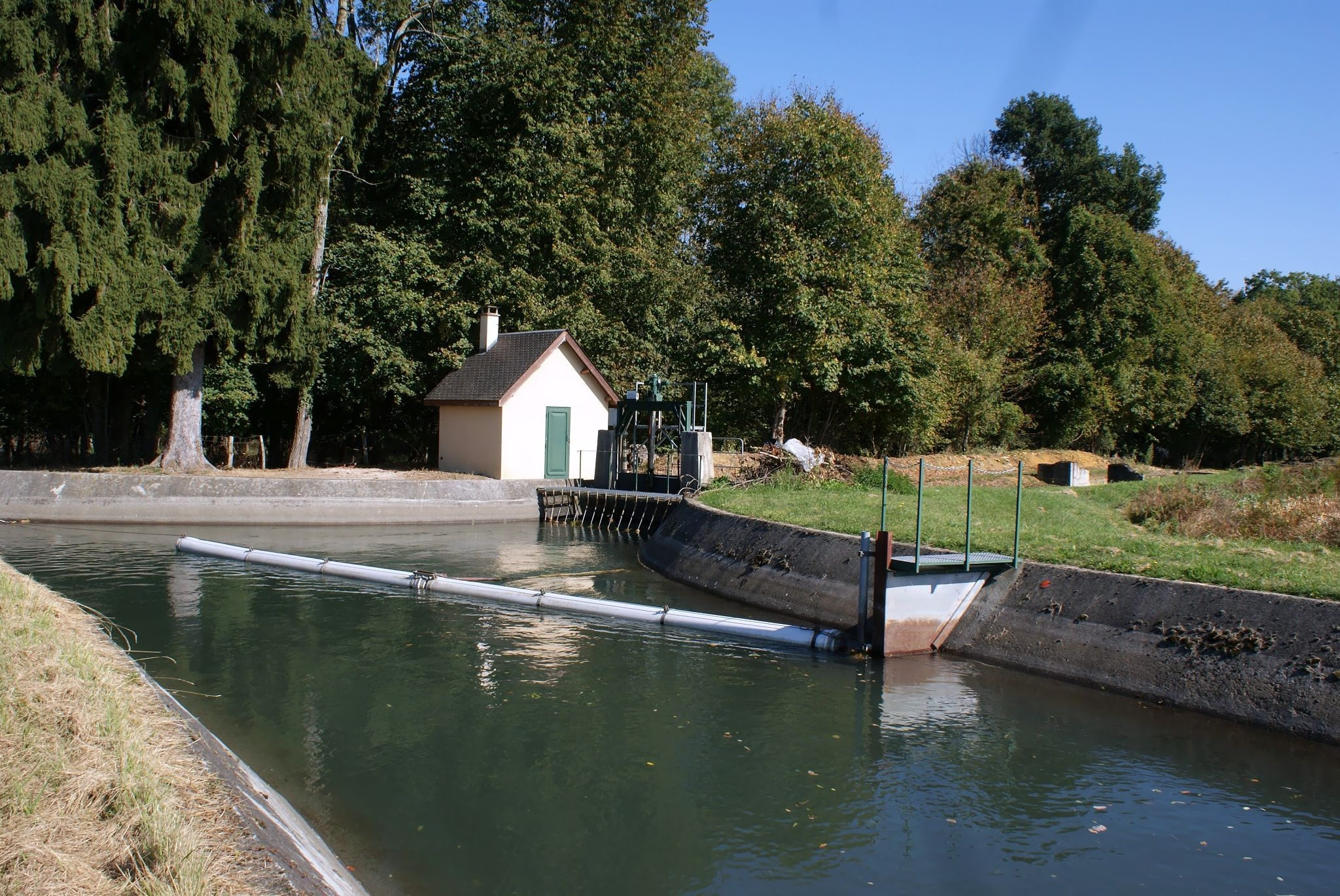
Schut waar de Gimone en de Gers (deels) uit het kanaal van de Neste ontspringen.
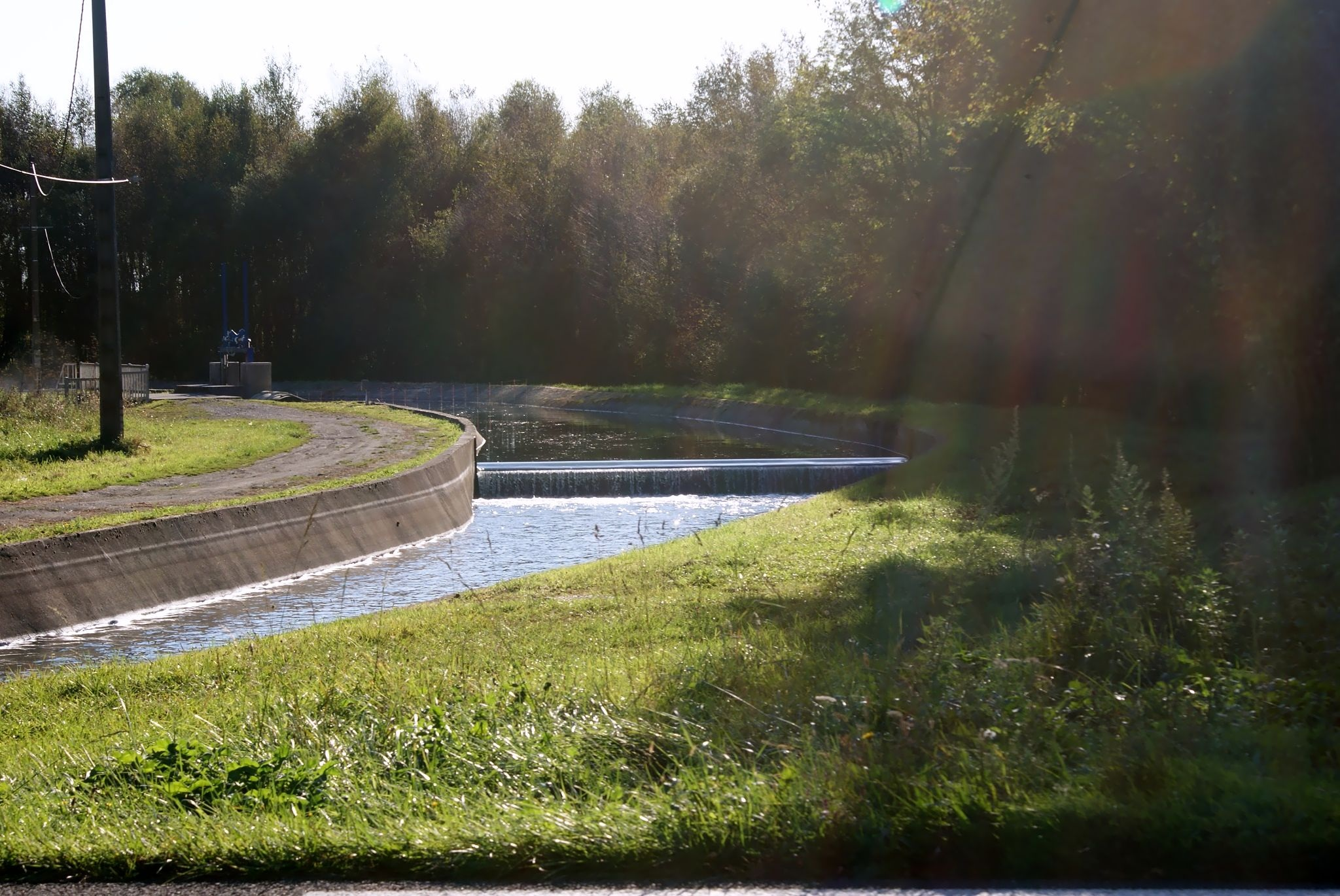
Schut waar de Gers (deels; zie ook foto 1) uit het kanaal van de Neste ontspringt.
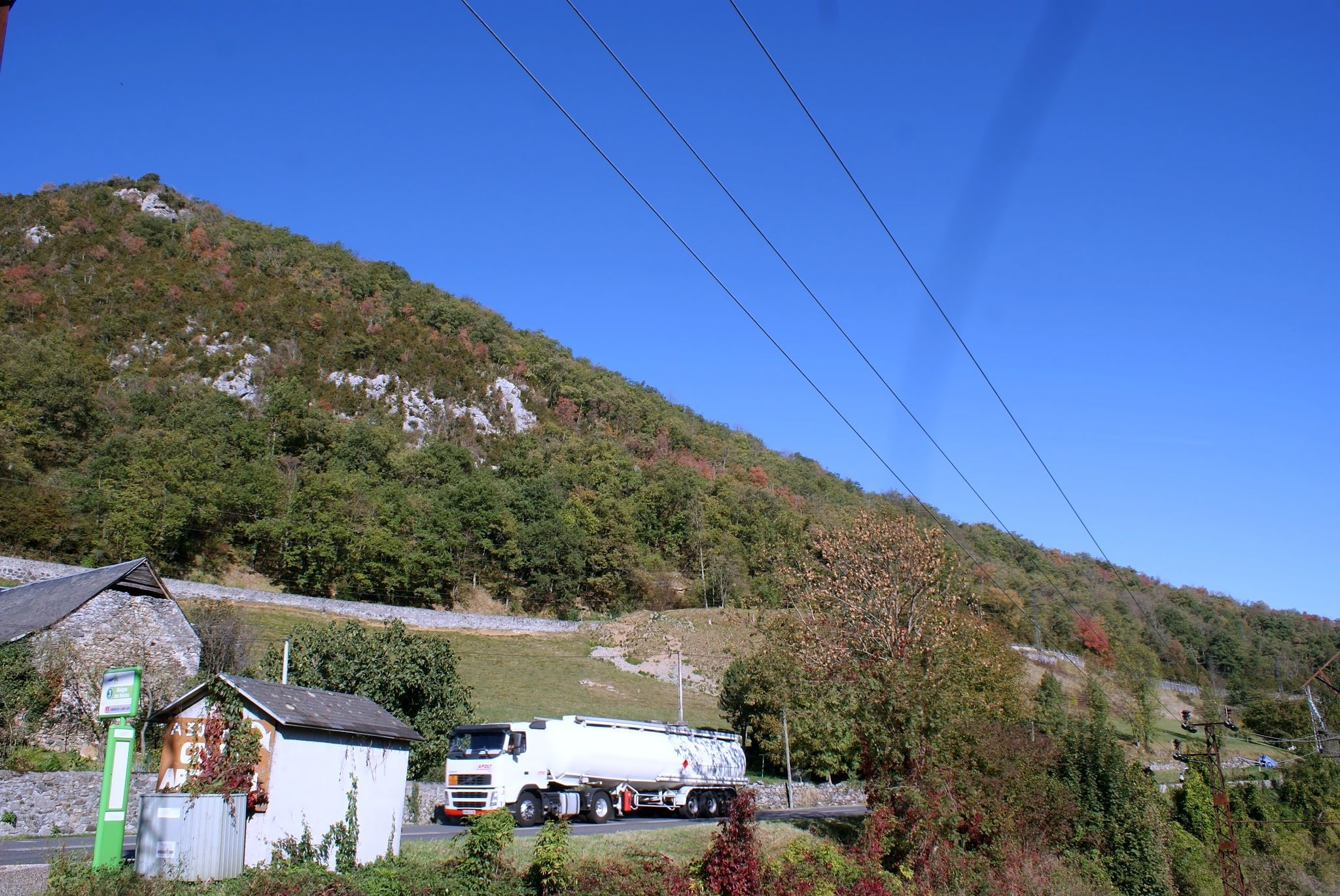
Hoog gelegen kanaal van de Neste.
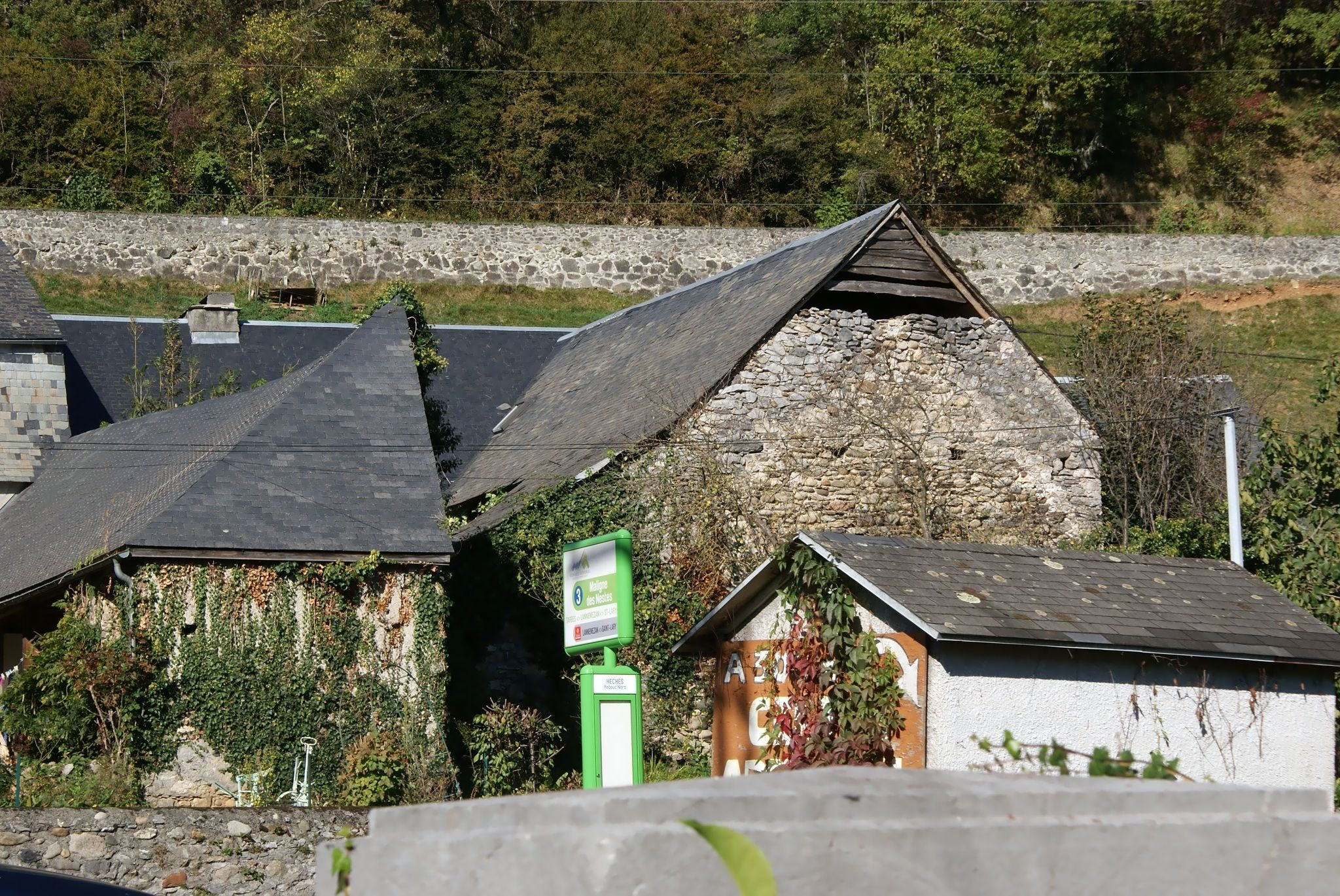
Het kanaal van de Neste achter een hoog gelegen muur.
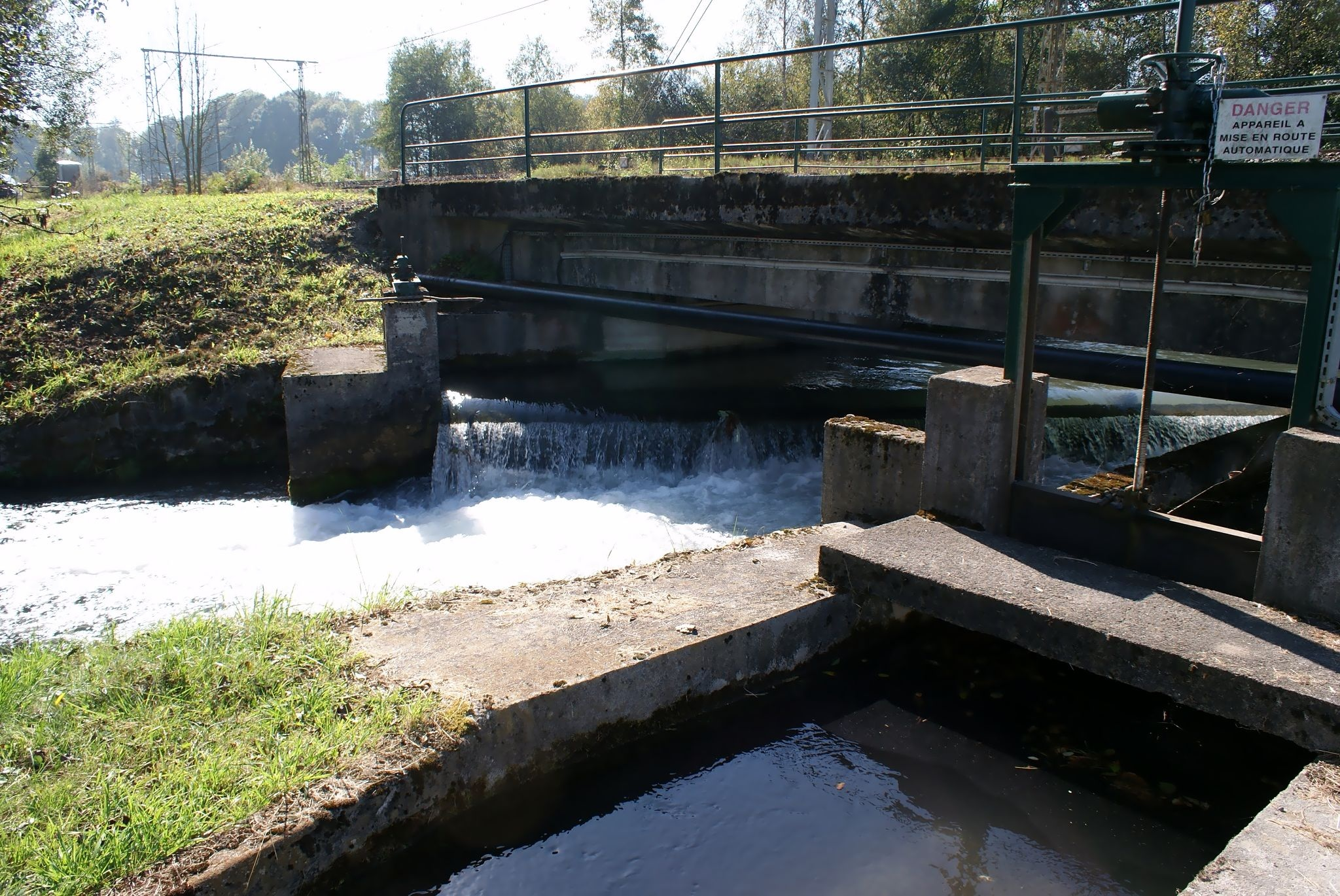
Afsplitsing van de Solle (voorgrond) uit de Gers.
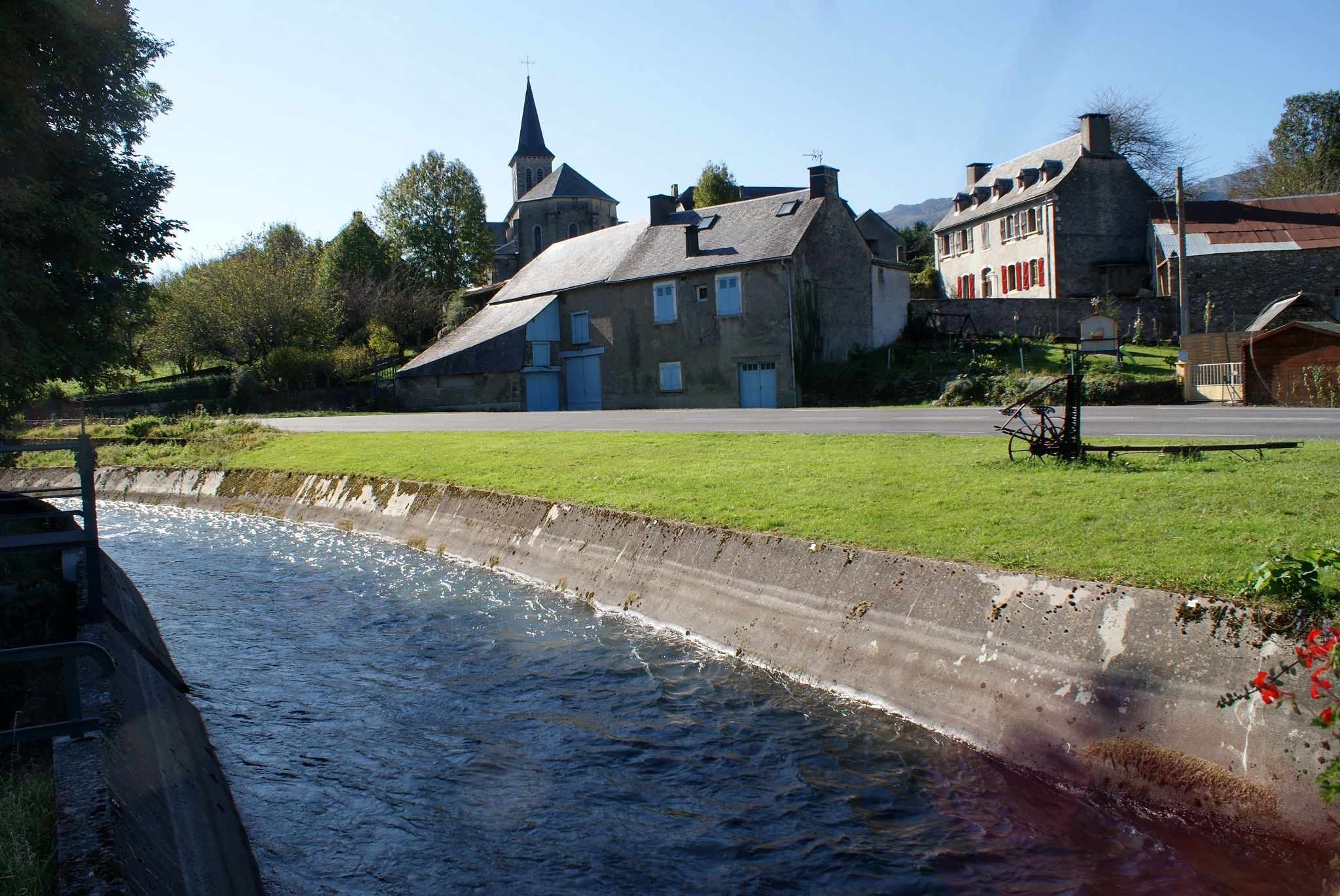
Het kanaal van de Neste bij Hèches.